# Le Noël d'Auggie Wren
Le Noël d'Auggie Wren (titre original : Auggie Wren's Christmas Story) est une nouvelle écrite par Paul Auster pour le New York Times à l'occasion des fêtes de Noël, pour son édition du 25 décembre 1990.

## Résumé
L'histoire se passe à New York dans le quartier de Brooklyn. Auggie Wren est un marchand de cigares où Paul vient souvent pour se réapprovisionner.
Un jour, Auggie feuillette une revue et découvre l'identité de Paul. Ils deviennent de plus en plus proches. Auggie se décide à montrer son projet photographique : une série de photographies de la même rue, prises chaque jour, à la même heure. Quelques jours plus tard, le New York Times contacte Paul pour lui proposer d'écrire un conte de Noël mais il ne trouve pas l'inspiration. Auggie lui propose de l'aider. Auggie lui raconte une histoire : Auggie était derrière son comptoir comme d'habitude, quand un jeune homme entre et vole une revue. En s’enfuyant, il fait tomber son porte-feuille. Le jour de Noël, Auggie n'a rien de prévu, il décide de se rendre à l'adresse du jeune voleur. Une veille dame aveugle lui ouvre la porte. Elle fait semblant de le reconnaître comme son petit fils. En partant, Auggie voit un appareil photo et le vole. Depuis ce jour, il commence à prendre des photos.

## Construction du récit
Dans la nouvelle, il y a deux récits : le premier raconte la rencontre du narrateur avec Auggie Wren, le second est un récit enchâssé qui raconte une anecdote de Noël dont le second narrateur est Auggie Wren. Le second récit rapporte une tonalité particulière en rapport avec Noël.

## Personnages
Les personnages principaux du récit sont :  le narrateur, Paul, Auggie et Hetel.
Le narrateur, Paul, est écrivain. On ne sait que peu de choses sur lui. Il réside à Brooklyn. Il a été contacté par le New York Times pour écrire un conte de Noël.
Auggie tient un magasin de cigares et de magazines sur Atlantic Avenue, à Brooklyn. Il est parfois narrateur du récit lui-même. Il a pour habitude de prendre chaque jour à la même heure, au même endroit, des photos au coin d'une rue.
Le voleur s'appelle Robert Goodwin. Il pratiquait le baseball. D'après Auggie, il a une apparence de drogué. On n'en sait pas plus sur lui puisqu'on ne le connait que par la description d'Auggie qui a trouvé son porte-feuille après l'avoir poursuivi.
Hetel est une femme aveugle d'un certain âge. Son petit-fils est le voleur. Elle est tellement seule qu'elle est prête à jouer le jeu et à considérer Auggie pour son petit-fils.

## Le projet d'Auggie
C'est un projet photographique qui consiste à prendre une photo chaque matin, du même angle de rue, à la même heure. Les photos sont ensuite classées de façon chronologique dans des albums. Auggie possède douze albums qui représentent chacun une année de travail. Cela fait donc douze ans qu'il accumule ses photos.
Son projet est personnel, il n'expose pas ses photos, il les garde pour lui. Auggie n’aurait jamais montré ses photos si son ami Paul n'avait été artiste lui-même.
Dans la "vraie vie", ce dispositif artistique a été souvent repris pour montrer le temps qui passe. L'artiste Karl Baden s'est ainsi pris lui-même en photo tous les jours pendant environ 25 ans.

## Noël
Le New York Times a demandé au narrateur de rédiger un conte de Noël. Sa première réaction est négative car il n'aime pas l'esprit de Noël et le trouve trop sentimental. Il finit par accepter car son interlocuteur insiste. L'esprit de Noël apparait malgré tout dans le texte car le personnage d'Auggie fait une bonne action le jour de Noël, quand il décide d'aller rendre le portefeuille au voleur, qu'il rencontre la grand-mère, et qu'il partage finalement un repas de Noël avec elle pour qu’elle ne se sente pas seule.
L'histoire est teintée d'ironie cependant, puisqu’à la fin de l'histoire, Auggie vole un appareil photo chez la grand-mère avant de partir.

## New York
L'action se déroule à New York et plus précisément dans le quartier de Brooklyn. Plusieurs lieux de Brooklyn sont mentionnés dans le texte, dont « Clinton Street », « Atlantic Avenue » et « Boerum Hill ». On trouve aussi dans la nouvelle des éléments culturels typiquement américains : « le corned beef », les équipes de baseball comme les "Dodgers" et les "Mets", et pour finir le célèbre journal New York Times.

## Adaptations
Le film Smoke, réalisé par Wayne Wang et scénarisé par Paul Auster en 1995, s'inspire de cette nouvelle.
La nouvelle est publiée sous forme d'album jeunesse chez Actes Sud Junior en 1998, illustrée par Jean Claverie.